# Giovanni Mariotti (écrivain)
Pour les articles homonymes, voir Mariotti.
Giovanni Mariotti, né le 20 janvier 1936  à Pietrasanta
, dans la province de Lucques, est un journaliste, écrivain et traducteur italien.

## Biographie
Il obtient le prix Bagutta en 2012 pour Il bene viene dai morti.

## Œuvres traduites en français
- Musique dans la maison d’à côté (Musica nella casa accanto), traduit par Chantal Moiroud, Paris, Éditions Gallimard, collection « L’arbalète. Domaine italien», 2001, 159 p.  (ISBN 2-07-075798-6)
- Crésus (Creso), traduit par Chantal Moiroud, Paris, Éditions Gallimard, collection « L’arbalète. Domaine italien», 2003, 282 p.  (ISBN 2-07-076535-0)